# Munkhtulga Erdenesuren
Munkhtulga Erdenesuren, né le 14 novembre 1992 à Oulan-Bator, est un coureur cycliste mongol.

## Palmarès et résultats

### Palmarès par année
- 2009
  - 3e du championnat de Mongolie du contre-la-montre juniors
- 2013
  - Tour de Mongolie
- 2014
  -  Champion de Mongolie sur route
- 2015
  - 2e du championnat de Mongolie sur route
- 2021
  - 2e du championnat de Mongolie sur route

### Classements mondiaux
| Année                                 | 2014 | 2015 | 2016 | 2017  | 2018  | 2019  | 2020  | 2021  | 2022  |
| ------------------------------------- | ---- | ---- | ---- | ----- | ----- | ----- | ----- | ----- | ----- |
| Classement mondial                    |      |      | nc   | 1329e | 1769e | 2751e | 2033e | 1190e | 2885e |
| UCI Asia Tour                         | 388e | 113e | nc   | 211e  | 300e  | 281e  | 166e  | 43e   | 340e  |
|                                       |      |      |      |       |       |       |       |       |       |
| Légende : nc = non classéSource : UCI |      |      |      |       |       |       |       |       |       |